# درمنه ایتالیایی
 درمنه ایتالیایی(نام علمی: Artemisia glacialis) نام یک گونه از سرده درمنه‌ها است.